# Камера - посредник
«КАМЕРА — ПОСРЕДНИК» — Московский международный фестиваль визуальной антропологии. Программу фестиваля составляют документальные антропологические / этнографические фильмы из всех стран мира. Фестиваль входит в Координационную группу фестивалей антропологического фильма в Европе (CAFFE — Coordinating Anthropological Film Festivals in Europe).

## История фестиваля
В 2002 году по инициативе Центра визуальной антропологии МГУ был организован первый фестиваль. Его учредителями стали МГУ имени М.В. Ломоносова и Институт этнологии и антропологии имени Н.Н. Миклухо-Маклая РАН.
В качестве партнеров выступали Музей кино, Институт человека РАН, Российский научно-исследовательский институт культурного и природного наследия имени Д. С. Лихачева (Институт Наследия), Российский государственный гуманитарный университет, Российский институт культурологии, ВГИК , Московский государственный педагогический университет, Московский дом национальностей. Архивировано 12 июня 2019 года. и др.
Начиная с 2010 г. фестиваль проводится на волонтерских началах и использует краундфуандинговые платформы. В разные годы фестиваль поддерживали Министерство культуры РФ, Гёте-Институт, Институт Франции, Институт Сервантеса, Итальянский институт культуры, Чешский культурный центр. Архивировано 6 апреля 2020 года. и Бразильский культурный центр, посольства Франции, Канады, Швейцарии, Норвегии, Эстонии, Швеции, Эфиопии и др.
Информационную поддержку фестивалю оказывали Радио России, телеканал «Культура», портал «Музеи России», Союз кинематографистов РФ, Евразийская академия телевидения и радио (ЕАТР), Координационная Группа фестивалей антропологического фильма в Европе (CAFFE), Северная Ассоциация антропологического кино (Nordic Anthropological Film Association — NAFA), Информационный портал Полит.ру, Информационный канал Антротьюб, ТАСС, Независимая газета, журнал «Сеанс» и др.
Формат
Фестиваль проходит в формате биеннале на разных площадках Москвы. Основную программу фестиваля составляют полнометражные документальные фильмы. Для авторов, создавших первый антропологический фильм, проводится конкурс дебютов, с 2019 г. он проводится онлайн. В программу входят научные конференции, семинары, авторские мастер-классы и лекции. Начиная с третьего фестиваля 2006 года, в качестве основного стало использоваться название «Камера — посредник»

## Дирекция фестиваля
- Директор фестиваля — Евгений Александров, специалист в области документального и научного кино, руководитель общественного Центра визуальной антропологии МГУ (1991-н.в.), инициатор и соорганизатор первых двух фестивалей Российских антропологических фильмов (РФАФ. Архивировано 7 мая 2020 года.), автор-оператор серии фильмов о традиционной старообрядческой культуре, более сотни публикаций по проблемам визуальной антропологии.
- Программный директор фестиваля — Елена Данилко, антрополог.
- Технический директор фестиваля — Роман Лихачёв
- Команда фестиваля: Мария Силкина, Игорь Горбунов, Людмила Гринева, Антонина Ростовская, Дмитрий Реган, Андрей Исэров, Александр Оганезов, Анна Громова, Татьяна Самарина, Ангелина Власенко и др.

## Фестиваль 2002 г
Первый Московский международный фестиваль визуальной антропологии прошел с 6 по 8 апреля 2002 г. в Музее кино в КЦ «Соловей» (Киноцентр на Красной Пресне). Он включал три специальные программы: фильмы о России, программу фильмов Франции и программу фильмов стран Центральной Азии. Основную поддержку оказали Посольство Франции и франко-российский центр общественных и гуманитарных наук, Институт «Открытое общество» (фонд Сороса), Фонд «Ислам России» и др. Слоган первого фестиваля — «Диалог чужих миров».

## Фестиваль 2004 г
Второй фестиваль назывался «Традиция и объектив. В поисках цельности» и проходил с 24 по 27 мая 2004 г. в МГУ имени М. В. Ломоносова. Программа включала около 70 кинопоказов и научную конференцию, посвященную проблемам визуальной антропологии. В Музее кино в рамках фестиваля проходила ретроспектива фильмов французского режиссёра и антрополога Жана Руша (Руш, Жан)(Jean Rouch) и французской школы визуальной антропологии, включавшая 13 фильмов. Поддержку фестивалю оказали Министерство культуры и массовых коммуникаций РФ, Федеральное агентство по культуре и кинематографии, Российский фонд фундаментальных исследований, ряд научно-исследовательских институтов и посольств разных стран.

## Фестиваль 2006 г
Третий фестиваль проходил с 8 по 13 октября 2006 г. в МГУ имени М. В. Ломоносова. В программе кинопоказов были выделены несколько тематических блоков: «Религии народов мира», Цивилизация: деревня", «Встреча цивилизаций». «Цивилизация: город», «В поисках себя», «Цивилизация: цыганские миры», «Антропология современного города», «Мир Севера: извне и изнутри», «Региональные культуры Японии». Семинары (в том числе — научный семинар «Визуальная антропология — раздвижение границ») и мастер-классы проходили на 5-ти площадках Москвы.

## Фестиваль 2008 г
Основные показы четвёртого фестиваля, включающие около 70 фильмов, прошли со 2 по 8 октября 2008 г. в кинотеатре «Художественный». Также были организованы специальные программы и тематические семинары в Институте этнологии и антропологии им. Н. Н. Миклухо-Маклая РАН и в Институте культурного и природного наследия им. Д. С. Лихачева.

## Фестиваль 2010 г
Пятый фестиваль состоялся в МГУ имени М. В. Ломоносова (20 — 24 сентября), его программа включала около 70 фильмов. В рамках фестиваля была организована конференция «Методы визуальной антропологии в гуманитарных исследованиях» и авторские семинары: «Кино-глаз: этно-визуальный документ» (Невенка Реджич Тот, кинопродюсер, режиссёр) и "От полевых исследований к этнографическому фильму и тексту: визуальная антропология в Университете Тромсё, Норвегия (Бьорн Арнтсен, антрополог, режиссёр)

## Фестиваль 2012 г
Шестой фестиваль проходил с 7 по 12 октября 2012 г. в кинотеатре имени Моссовета. Программу составили более 30 фильмов, прошла презентация школы визуальной антропологии Университета Тромсё, в Московском доме национальностей была организована научная конференция

## С 2012 по 2016 гг
Московский международный фестиваль визуальной антропологии «Камера-посредник из-за отсутствия базового финансирования и других проблем организационного характера существовал в формате постоянно действующего киноклуба, сначала в кинотеатре „Звезда“ (сеть Москино), затем в свободном пространстве „Циферблат“. Показы фильмов из архива фестиваля сопровождались лекциями о творчестве классиков визуальной антропологии Роберта Флаэрти (Robert Joseph Flaherty), Маргарет Мид (Margaret Mead), Джона Маршалла (Джон Маршалл Кеннеди /John Kennedy Marshall), Роберта Гарднера (Гарднер, Роберт/ Robert Gardner), Жана Руша (Jean Rouch), Дэвида МакДугалла (David MacDougall) и др., либо обсуждениями с экспертами-антропологами. За это время сформировалась обновленная концепция фестиваля, предполагающая ориентацию на более широкую зрительскую аудиторию, не ограничивающуюся только профессиональным антропологическим сообществом, а также на более жесткий в качественном отношении отбор фильмов.

## Фестиваль 2017 г
Основная программа седьмого фестиваля из семи полнометражных фильмов была показана с 15 по 20 мая в Центре документального кино (ЦДК). Конкурс дебютов и ряд специальных программ состоялись в Московском государственном педагогическом университете. В Институте стран Азии и Африки МГУ имени М. В. Ломоносова прошел авторский мастер-класс немецкого режиссёра Мартина Грубера „Между исламом и священным лесом“, а в Институте этнологии и антропологии им. Н. Н. Миклухо-Маклая — мастер-класс Владимира Боцева (Македония) „Курбан и обряды с масками“.

## Фестиваль 2019 г
Открытие восьмого фестиваля (25 по 30 июня) прошло в Центре документального кино (ЦДК), остальная программа была организована в Государственной Третьяковской галерее, совместно с Отделом кинопрограмм, демонстрация фильмов проходила в Инженерном корпусе галереи. Конкурс дебютов состоялся в онлайн-формате с 24 по 31 мая, определение победителей происходило на основе зрительского голосования. Фестиваль 2019 г. был включен в реестр фестивалей, утвержденный Министерством культуры Российской Федерации.

## Форум 2021 г
С 28 апреля по 16 мая 2021 г. в Москве прошёл IХ Международный форум визуальной антропологии «Камера-посредник». Организаторами форума выступают МГУ им. М. В. Ломоносова (МГУ), Институт этнологии и антропологии им. Н. Н. Миклухо-Маклая РАН (ИЭА РАН), Центр Гиляровского (Музей Москвы). Форум проводится при поддержке Министерства науки и высшего образования Российской Федерации (грант № 075-15-2020-910).